# Ahora Madrid
Maintenant, Madrid (en espagnol : Ahora Madrid) est un ancien parti politique espagnol de gauche, fondé en 2015 et dissous en 2019.

## Historique
Fondé le 6 mars 2015 pour se présenter aux élections municipales du 24 mai suivant dans la ville de Madrid, Maintenant, Madrid se définit comme une « candidature citoyenne d'union populaire ». 
À l'issue du scrutin, la liste obtient 31,85 % des voix et vingt sièges de conseillers, derrière la liste du Parti populaire, au pouvoir depuis vingt-quatre ans dans la capitale. Le 13 juin, sa dirigeante Manuela Carmena est investie maire de Madrid grâce à l'accord conclu avec le Parti socialiste ouvrier espagnol qui détient neuf sièges.

## Composition
À l'origine se trouve la plateforme « Ganemos Madrid » ainsi que la section madrilène du parti de la gauche radicale Podemos.
Les 20 conseillers élus sont, dans cet ordre : Manuela Carmena, Nacho Murgui, Inés Sabanés, Mauricio Valiente, Rita Maestre, Pablo Carmona, Marta Higueras, Pablo Soto, Celia Mayer, Jorge García Castaño, Marta Gómez Lahoz, Guillermo Zapata, Rommy Arce, Carlos Sánchez Mato, Montserrat Galcerán, Francisco Pérez Ramos, Esther Gómez, Javier Barbero, Yolanda Rodríguez et José Manuel Calvo. Parmi eux, 8 sont membres de Podemos, 5 sont des membres dissidents de la Gauche unie de la communauté de Madrid (es) (IU-CM), 3 sont membres de Ganemos, 3 sont des indépendants et 1 est membre d'Equo.